# 人質による強要行為等の処罰に関する法律
人質による強要行為等の処罰に関する法律（ひとじちによるきょうようこういとうのしょばつにかんするほうりつ、昭和53年法律第48号）は、人質を用いて強要行為を行う犯罪の処罰に関する日本の法律で、刑法に対する特別法である。通称、人質強要行為処罰法。

## 概要
人質をとった上での第三者への金品や逃走手段の要求・あるいは逮捕勾留された犯罪者に対する訴追権の放棄・受刑囚の釈放などの強要行為を処罰する。強要罪・逮捕監禁罪の特別規定。組織的に行った場合やハイジャック犯が行った場合は刑が加重される。
人質を殺害した場合は通常の殺人罪より重い刑罰が課される。
日本赤軍によるダッカ日航機ハイジャック事件が契機となって制定された。

## 処罰される行為
- 人質強要罪（1条）
  - 人を逮捕・監禁した者が、第三者に対して義務のない行為または権利の不行使を要求した場合 - 要求するだけで足り、義務のない行為をさせたり、権利を行使させないことまでを要しない。
  - 第三者に対して義務のない行為または権利の不行使を要求することを目的として、人を逮捕・監禁した場合
  - 6月以上10年以下の拘禁刑に処される。 - 逮捕監禁罪は、3月以上7年以下の拘禁刑。強要罪は、3年以下の拘禁刑。
  - 未遂も処罰される。
- 加重人質強要罪（2条）
  - 2人以上が共同してかつ凶器を用いて、人を逮捕・監禁した者が、第三者に対して義務のない行為または権利の不行使を要求した場合
  - 無期または5年以上の拘禁刑に処される。
- 同上（3条）
  - ハイジャック（航空機の強取等の処罰に関する法律1条1項の罪）を行った際に搭乗者を逮捕・監禁し、尚かつこれを人質として第三者に対して義務のない行為または権利の不行使を要求した場合
  - 無期または10年以上の拘禁刑に処される。 - 航空機を乗っ取り航空機を予定とは異なる飛行をさせただけの場合、無期または7年以上の拘禁刑。
- 人質殺害罪（4条）
  - 加重人質強要罪を犯して、人質を殺害した場合
  - 死刑または無期拘禁刑に処される。 - 殺人罪は、死刑または無期若しくは5年以上の拘禁刑。
  - 未遂も処罰される。
- 国外犯（5条）
  - 人質強要罪は、刑法第3条、第3条の2及び第4条の2の例に従う- すなわち、国外犯のうち、日本人が犯人の場合、日本人が被害者の場合、条約が処罰すべきとしている場合に処罰される。
  - 加重人質強要罪、人質殺害罪は、刑法第2条の例に従う- すなわち、すべての国外犯が処罰される。